# Coppa Mitropa 1983-1984
La Coppa Mitropa 1983-1984 fu la quarantaduesima edizione del torneo e venne vinta dagli austriaci dell'SC Eisenstadt, club che entrò in sostituzione del Milan AC, il quale rinunciò a partecipare nonostante avesse vinto il Campionato di Serie B 1982-1983.
A questa edizione non partecipa la squadra italiana e viene sostituita da una squadra austriaca.

## Partecipanti
| Nazione                   | Squadra            | Campionato                                                | Note                               |
| ------------------------- | ------------------ | --------------------------------------------------------- | ---------------------------------- |
| Cecoslovacchia (bandiera) | Sklo Union Teplice | 1º campionato di Cecoslovacchia 2. liga 1982-83           |                                    |
| Jugoslavia (bandiera)     | Prishtina          | 1º campionato di Jugoslavia Druga Liga Girone Est 1982-83 |                                    |
| Ungheria (bandiera)       | Vasas              | 7º campionato d'Ungheria 1982-83                          | Vincitrice Coppa Mitropa 1982-1983 |
| Austria (bandiera)        | Eisenstadt         | 9º campionato d'Austria 1982-83                           |                                    |

## Torneo

### Risultati
| Squadra 1          | Totale | Squadra 2          | Andata | Ritorno |
| ------------------ | ------ | ------------------ | ------ | ------- |
| Sklo Union Teplice | -      | Vasas              | 3 - 2  | 1 - 2   |
| Prishtina          | -      | Eisenstadt         | 3 - 3  | 2 - 4   |
| Vasas              | -      | Prishtina          | 1 - 1  | 2 - 4   |
| Sklo Union Teplice | -      | Eisenstadt         | 4 - 1  | 1 - 1   |
| Eisenstadt         | -      | Vasas              | 2 - 1  | 2 - 1   |
| Prishtina          | -      | Sklo Union Teplice | 2 - 0  | 1 - 1   |

### Classifica finale
| Squadra            | P.ti | G | V | P | S | GF | GS | DR |
| ------------------ | ---- | - | - | - | - | -- | -- | -- |
| Eisenstadt         | 8    | 6 | 3 | 2 | 1 | 13 | 12 | +1 |
| Prishtina          | 7    | 6 | 2 | 3 | 1 | 13 | 11 | +2 |
| Sklo Union Teplice | 6    | 6 | 2 | 2 | 2 | 10 | 9  | +1 |
| Vasas              | 3    | 6 | 1 | 1 | 4 | 9  | 13 | -4 |

## Classifica marcatori
| Gol |  |  | Giocatore         | Squadra            |
| --- |  |  | ----------------- | ------------------ |
| 3   |  |  | Antonin Rosa      | Sklo Union Teplice |
| 3   |  |  | Jaroslav Melichar | Sklo Union Teplice |
| 3   |  |  | Rifat Mehinović   | Prishtina          |